# Economics of Conflict
Economics of Conflict ist ein Forschungszweig in den Wirtschaftswissenschaften, welcher die Aneignung von Ressourcen durch gewaltsame Auseinandersetzungen, z. B. Krieg, modelliert und untersucht.
In der Volkswirtschaftslehre geht man traditionell davon aus, dass für Dinge wie Ressourcen und Güter die Eigentumsrechte zu jeder Zeit hinreichend geklärt sind. Die Kernidee im Forschungszweig Economics of Conflict ist, dass dies nicht der Fall ist: Ein Tausch von Ressourcen oder Gütern findet nicht über einen Markt, sondern mit Gewalt statt –  es liegt eine Konstellation der Art Marktversagen vor. Die Entscheidungssituation der Akteure ist hierbei zum Beispiel, dass sich zwei Akteure zwischen der Produktion von Güter und der Produktion von Waffen entscheiden müssen. Unter Waffen versteht man hier eine Produktionstechnologie, deren einziger Zweck die Aneignung der vom anderen Akteur produzierten Güter ist. Der Forschungszweig greift bei der Analyse auf spieltheoretische Mechanismen wie die der All-pay-Auktion zurück.